# Велюгін Анатолій Степанович
Велюгін Анатолій Степанович (біл. Анатоль Вялюгін) — (*27 грудня 1923, Мошкани, Сєнненський район — †24 жовтня 1994) — білоруський поет, кінодраматург та перекладач.

## Біографія
У 1939—1940 роках навчався у Мінському педагогічному інституті та водночас працював у редакції газети «Звязда». З вересня 1941 рокує студентом Свердловського педагогічного інституту. 1942 року призваний до лав Радянської Армії, служив у авіації. 
Після війни відновив навчання у Мінському педагогічному інституті і закінчив його заочно в 1948 році. У 1945—1946 роках був літспівробітником газети «Літаратура і мастацтва». З 1946 до 1984 року з невеликими перервами був редактором відділу поезії журналу «Полымя». Член Спілки письменників СРСР з 1946 року.
Помер 24 жовтня 1994 року.

## Відзнаки
Нагороджений орденами Вітчизняної війни I ступеня, «Знак Пошани» та медалями.
Лауреат премій імені Янка Купали (1964, за поему «Вітер з Волги»), Державної премії Білорусі (1968, за кіносценарій «Генерал Пуща»). Заслужений діяч культури Білоруської РСР (1969).

## Творчість
Друкується з 1934 року.
Автор поетичних збірок «Салют у Мінську» (1947), «Негарельська арка» (1949), «На зорі займає» (1958), «Вірші та балади» (1969), «Пісня зеленого дуба» (1989), «3 білого каменя — синє полум'я» (1993), поеми «Вітер з Волги» (1963) та інших. Тарасові Шевченку присвятив вірші «На Шевченковій горі» (1960) і «На поклон Тарасу» (1961), в яких підкреслив людяність і задушевність творів українського поета.
Автор сценаріїв до художніх фільмів «Луна в пущі» (1977), «Дивіться на траву» (1985) та 40 дакументальных фільмів: «Дорога без привалу» (1964), «Генерал Пуща» (1967), «Біла вежа» (1968), «Я - фортеця, веду бій» (1972), «Горизонти доріг» (1977), та інших.
Перекладав білоруською твори багатьох письменників, зокрема, Михайла Лермонтова, Володимира Маяковського, Адама Міцкевича, Максима Рильського, Лесі Українки, Платона Воронька, Дмитра Білоуса та інших.